# Medal Honorowy za zasługi dla Żandarmerii Wojskowej
Medal Honorowy za zasługi dla Żandarmerii Wojskowej – polskie resortowe odznaczenie w formie odznaki honorowej wprowadzonej 29 grudnia 2011 przez Ministra Obrony Narodowej. Medal nadawany jest przez Komendanta Głównego Żandarmerii Wojskowej na wniosek „Komisji do Spraw Medalu Honorowego za zasługi dla Żandarmerii Wojskowej”, jako honorowe  wyróżnienie  Żandarmerii Wojskowej dla osób szczególnie  zasłużonych, instytucji, jednostek wojskowych oraz w wyjątkowych sytuacjach żołnierzy i pracowników wojska. Medal jest nadawany za szczególne osiągnięcia w działalności promującej oraz pomnażającej dorobek i chlubne  tradycje Żandarmerii Wojskowej Sił Zbrojnych Rzeczypospolitej Polskiej, służbie wojskowej oraz działalności szkoleniowo-wychowawczej i społecznej. Odznakę można nosić na wstędze na szyi, lub bez wstęgi na lewej kieszeni munduru.